# Makram Ben Salah

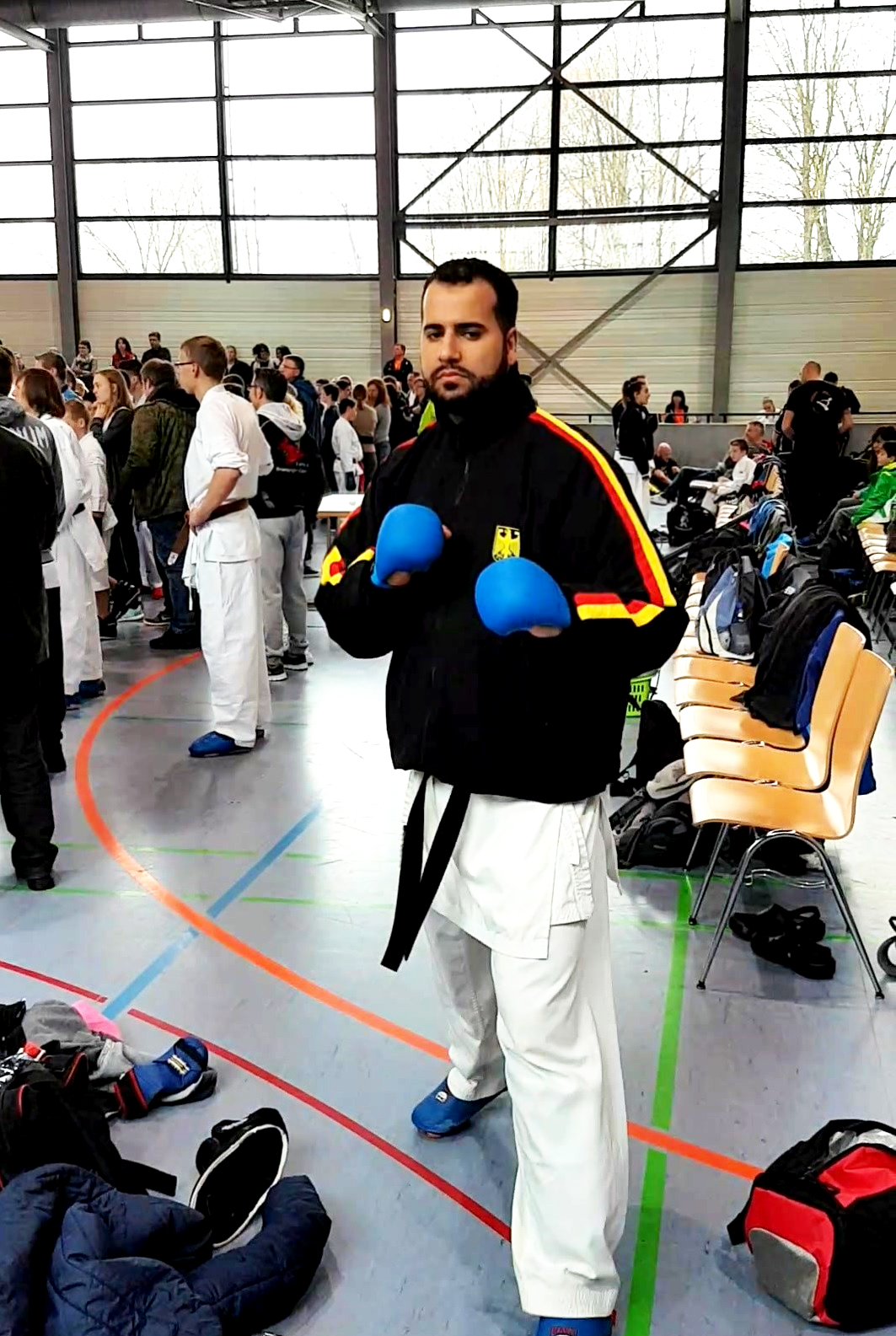
Makram Ben Salah: Deutsche Karate Meisterschaft

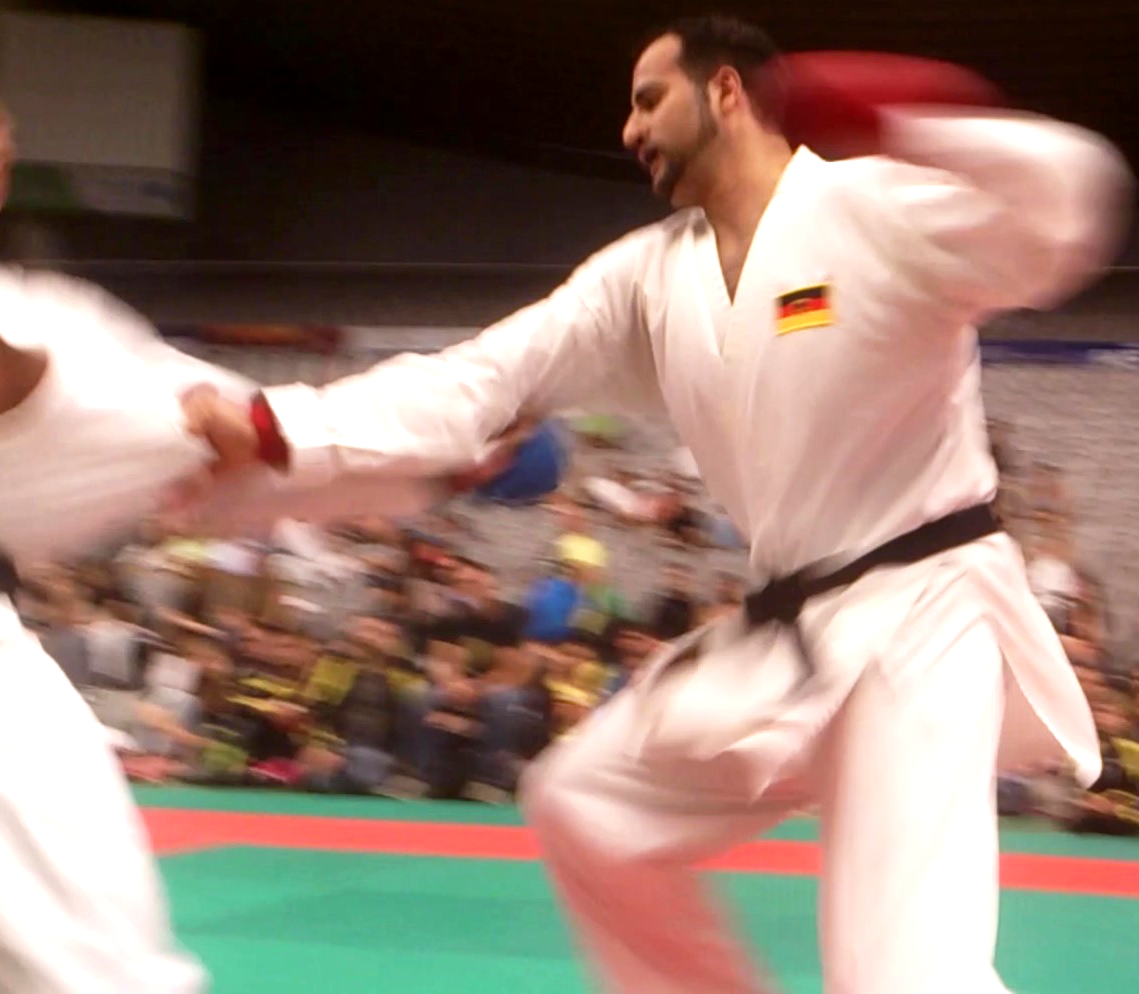
Makram Ben Salah: WM

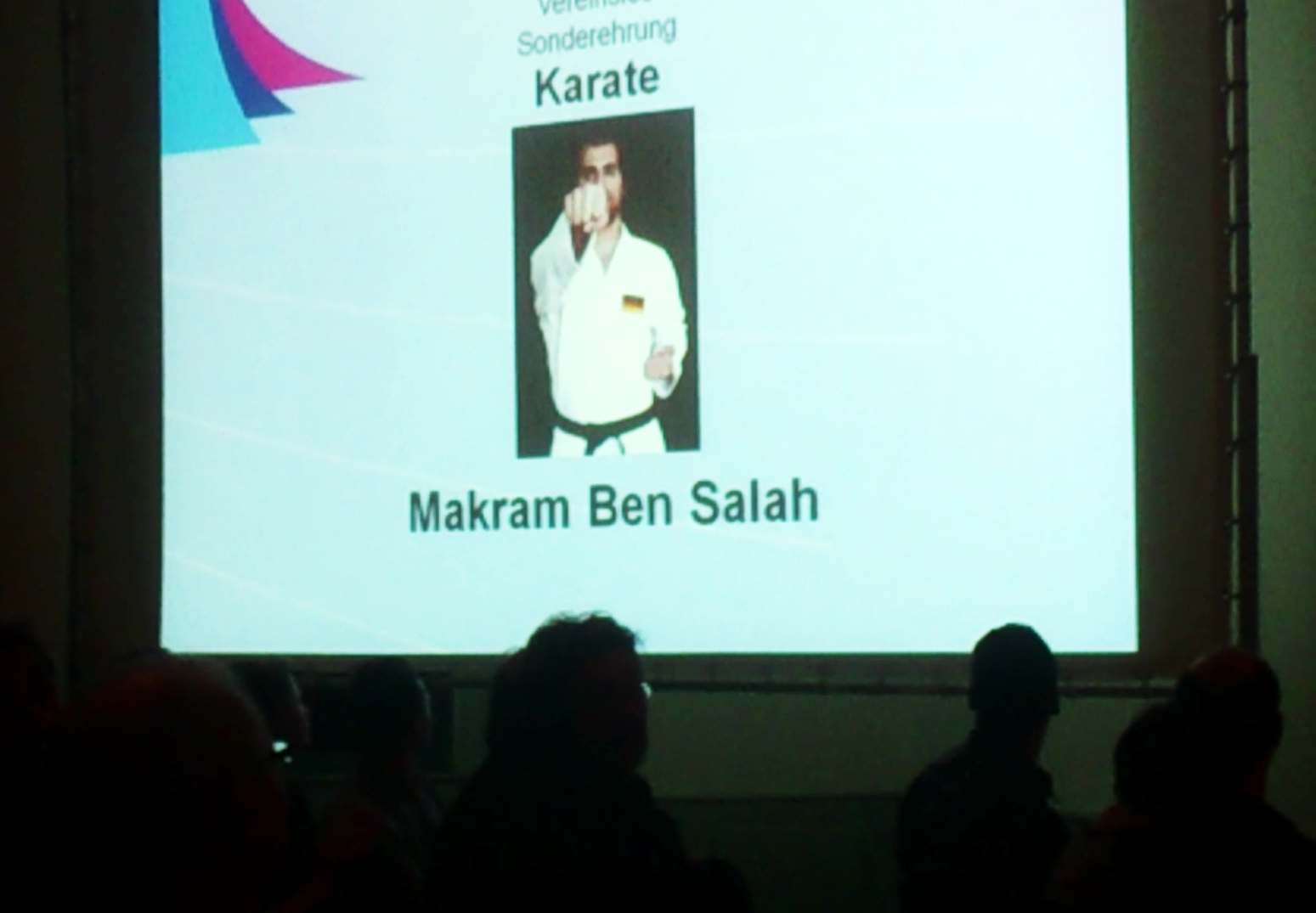
Sportlerehrung Offenburg

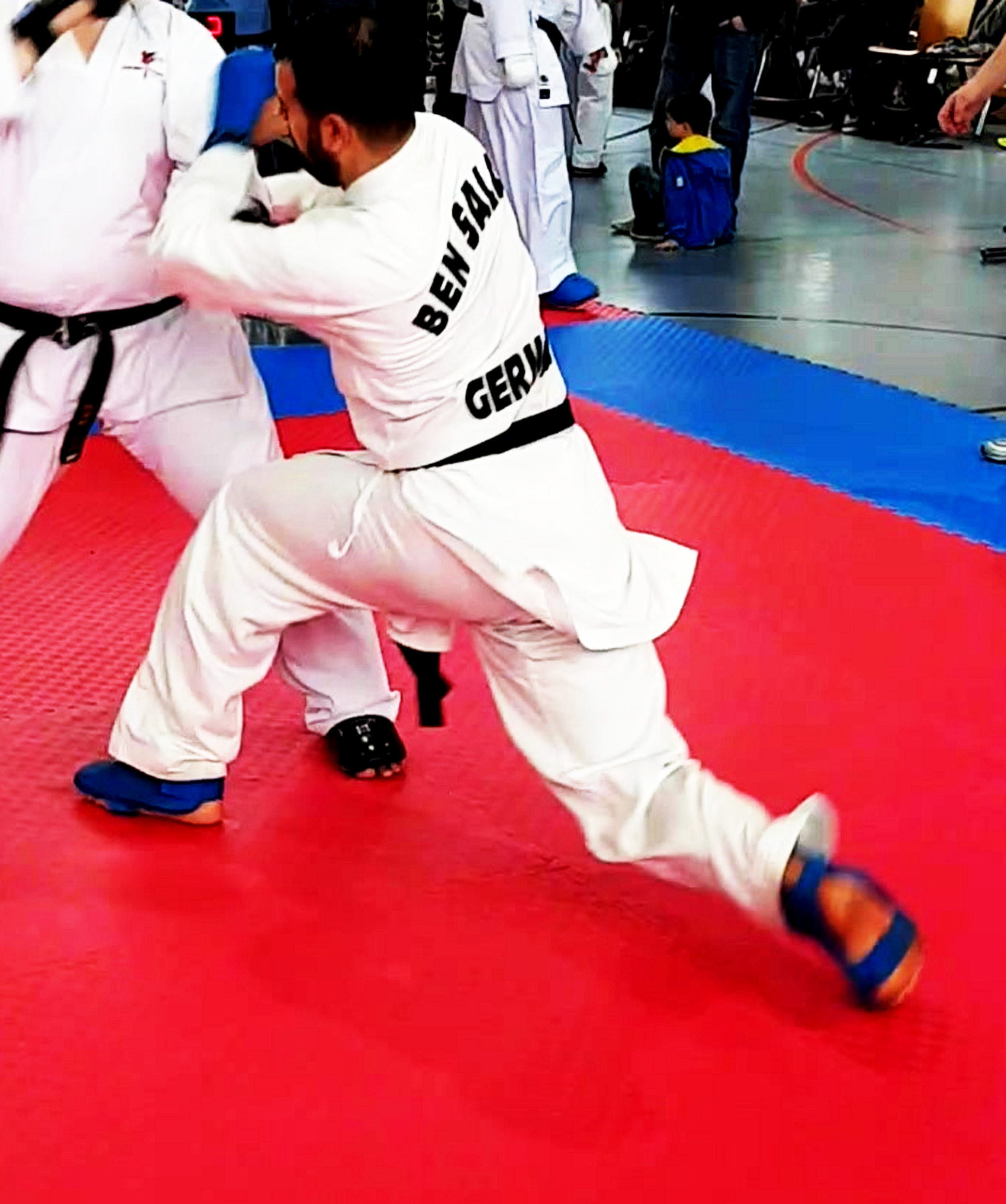
Makram Ben Salah Kumite 20

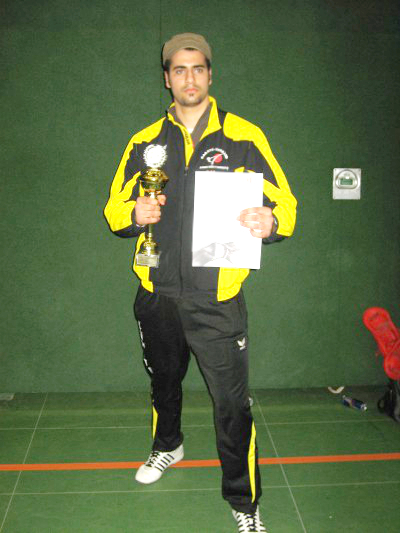
Makram Ben Salah Germany/BW

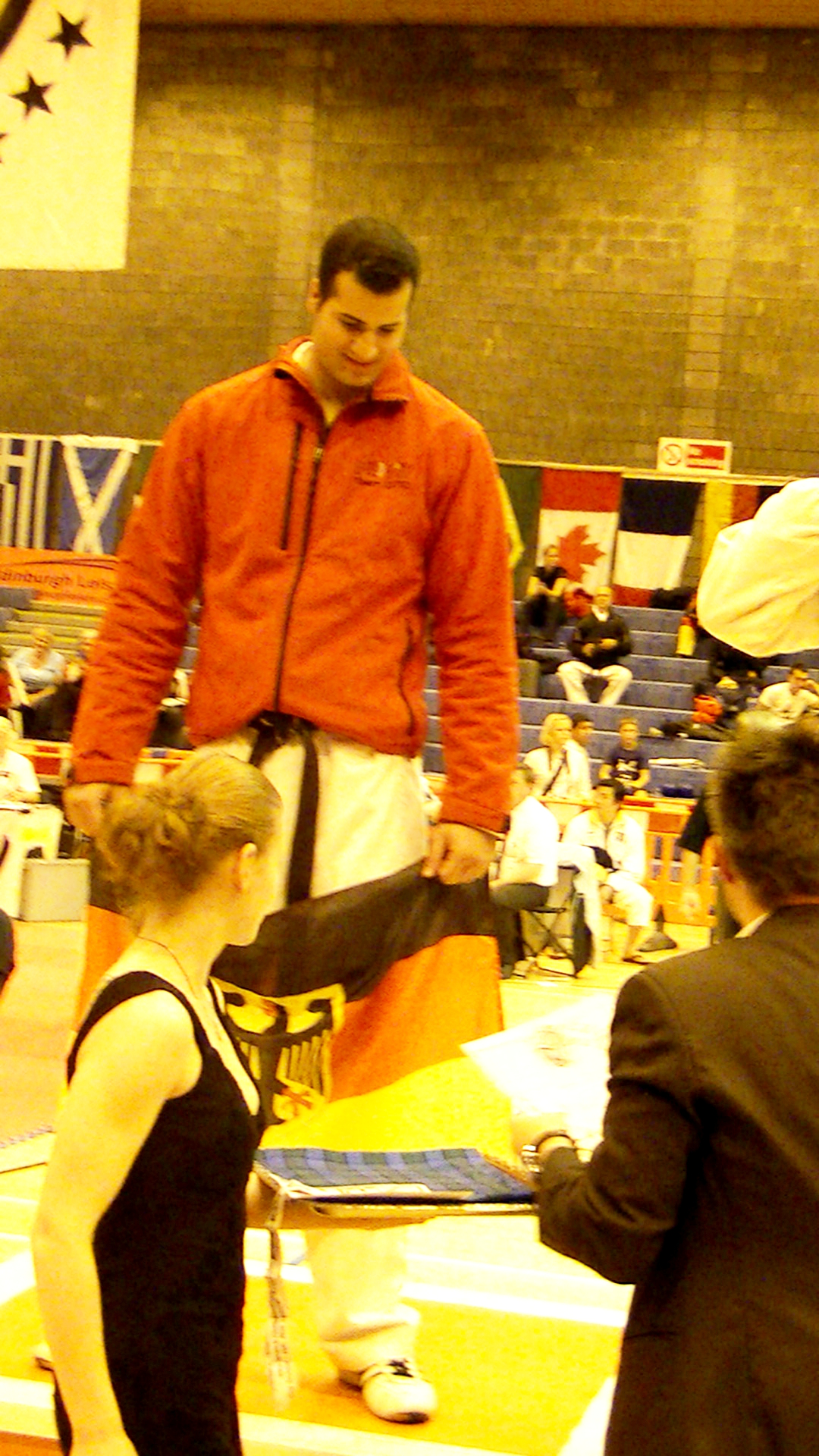
Makram Ben Salah Fight

Makram Ben Salah (* 5. November 1986 in Offenburg) ist ein deutscher Karateka. Er trägt den 3. Dan im Shōtōkan. Ben Salah ist Weltmeister, mehrfacher Deutscher Meister und Baden-Württembergischer Landesmeister in der Disziplin Kumite. 

## Sportlicher Werdegang
Ben Salah begann seine karatesportliche Laufbahn Im Karate Dōjō Offenburg. Nach dem Abitur wechselte er ins Acherner Karate Team. Während seines Studiums nahm er sich eine Auszeit vom Leistungs- und Wettkampfsport.
Zwischen 2008 und 2010 ging er für den Lahrer Karate Club an den Start. Seit 2010 ist er Mitglied der Deutschen Karate Nationalmannschaft. Im Jahr 2010 wurde er in Edinburgh/Schottland Karate-Weltmeister im Schwergewicht (+90 kg).  
Ben Salah erzielte ohne Trainer und Vereinsangehörigkeit im Jahr 2015 und 2016 große nationale und internationale Erfolge. 2016 erhielt er von der Stadt Offenburg als erster Sportler in der Geschichte der Sportlerehrung eine Sonderauszeichnung als „Sportler ohne Vereinsangehörigkeit und Trainer“. Ende 2018 wechselte er zum ehemaligen Club von Regina Halmich und Vincent Feigenbutz dem Bulldog-Gym in Karlsruhe.

### Dan-Prüfungen
- 2008: Prüfung zum 1. Dan
- 2012: Prüfung zum 2. Dan
- 2018: Prüfung zum 3. Dan

## Teilnahme und Nominierungen bei Weltmeisterschaften
- 2010: Weltmeisterschaft in Edinburgh/Schottland 1. Platz (+90 kg)
- 2015: Weltmeisterschaft Albir/Spanien (Nominierung durch den Bundestrainer, verletzungsbedingt abgesagt)

- 2016: Weltmeisterschaft Florida/USA (Nominierung durch den Bundestrainer, verletzungsbedingt abgesagt)

## Auszeichnungen und Titel
- 2004: Baden-Württembergische Landesmeisterschaft 3. Platz (Junioren + 75 kg)
- 2005: Baden-Württembergische Landesmeisterschaft 2. Platz (Junioren + 75 kg)
- 2005: Team-Cup 1. Platz (+75 kg)
- 2005: Deutsche Meisterschaft 3. Platz (Junioren + 75 kg)
- 2005: Sportlerehrung der Stadt Offenburg (verleiht eine Medaille für hervorragende sportliche Leistungen)[7]
- 2006: Sportlerehrung der Stadt Offenburg (verleiht eine Medaille für hervorragende sportliche Leistungen)[8]
- 2006: Baden-Württembergische Landesmeisterschaft 1. Platz (Leistungsklasse + 75 kg)[9]
- 2006: Baden-Württembergische Landesmeisterschaft 3. Platz mit dem Team
- 2006: Baden-Württembergische Landesmeisterschaft 3. Platz (Junioren + 75 kg)
- 2007: Baden-Württembergische Landesmeisterschaft 3. Platz im Team (+ 75 kg)
- 2007: Baden-Württembergische Landesmeisterschaft 3. Platz (Leistungsklasse + 75 kg)
- 2008: Goju-Ryu – Cup 1. Platz (+ 80 kg)
- 2008: Shotokan – Cup 2. Platz (+ 80 kg)
- 2009: Deutsche Meisterschaft 2. Platz (+ 84 kg)[10]
- 2009: Baden-Württembergische Landesmeisterschaft 3. Platz (Leistungsklasse + 84 kg)
- 2010: Weltmeisterschaft in Edinburgh/Schottland 1. Platz (+90 kg)
- 2010: Deutsche Meisterschaft 1. Platz (+84 kg)
- 2010: Hessenmeisterschaft 1. Platz (+84 kg)
- 2010: Deutschland Pokal 1. Platz (+84 kg)
- 2010: Austrian Karate Champions-Cup 1. Platz (+84 kg)
- 2011: Deutsche Meisterschaft 1. Platz (+90 kg)
- 2015: Deutsche Meisterschaft 1. Platz (+90 kg)
- 2015: Internationale Deutsche Meisterschaft 1. Platz (+90 kg)
- 2015: Baden-Württembergische Landesmeisterschaft 1. Platz (+90 kg)
- 2016: Sonderehrung der Stadt Offenburg
- 2016: Deutsche Meisterschaft 1. Platz (+90 kg)
- 2016: Internationale Deutsche Meisterschaft 1. Platz (+90 kg)
- 2016: Baden-Württembergische Landesmeisterschaft 1. Platz  (+90 kg)
- 2019: Baden-Württembergische Landesmeisterschaft 2. Platz (+90 kg)
- 2024: Baden-Württembergische Landesmeisterschaft 1. Platz im Team
- 2024: Baden-Württembergische Landesmeisterschaft 1. Platz  (+90 kg)